# Lauren Proctor
Lauren Proctor (* 8. Januar 1997) ist eine US-amerikanische Tennisspielerin.

## Karriere
Proctor spielt bislang vorrangig auf der ITF Women’s World Tennis Tour, wo sie bislang vier Titel im Doppel gewinnen konnte.

## Turniersiege

### Doppel
| Nr. | Datum              | Turnier  | Kategorie | Belag     | Partnerin                    | Finalgegnerinnen                           | Ergebnis          |
| --- | ------------------ | -------- | --------- | --------- | ---------------------------- | ------------------------------------------ | ----------------- |
| 1.  | 15. Mai 2021       | Monastir | ITF W15   | Hartplatz | Anna Ulyashchenko            | Angelica Raggi Erika Sema                  | 4:6, 7:65, [10:7] |
| 2.  | 31. Juli 2021      | Monastir | ITF W15   | Hartplatz | Katarina Kozarov             | Anastasia Nefedova Angelica Raggi          | 6:1, 3:6, [10:5]  |
| 3.  | 12. März 2022      | Monastir | ITF W15   | Hartplatz | Michika Ozeki                | Dschulija Tersijska Eliessa Vanlangendonck | 7:5, 7:69         |
| 4.  | 25. September 2022 | Cancún   | ITF W15   | Hartplatz | Maria Fernanda Navarro Oliva | Jessica Hinojosa Gómez Victoria Rodríguez  | 6:3, 5:7, [10:7]  |